# Abbazia di Clairvaux

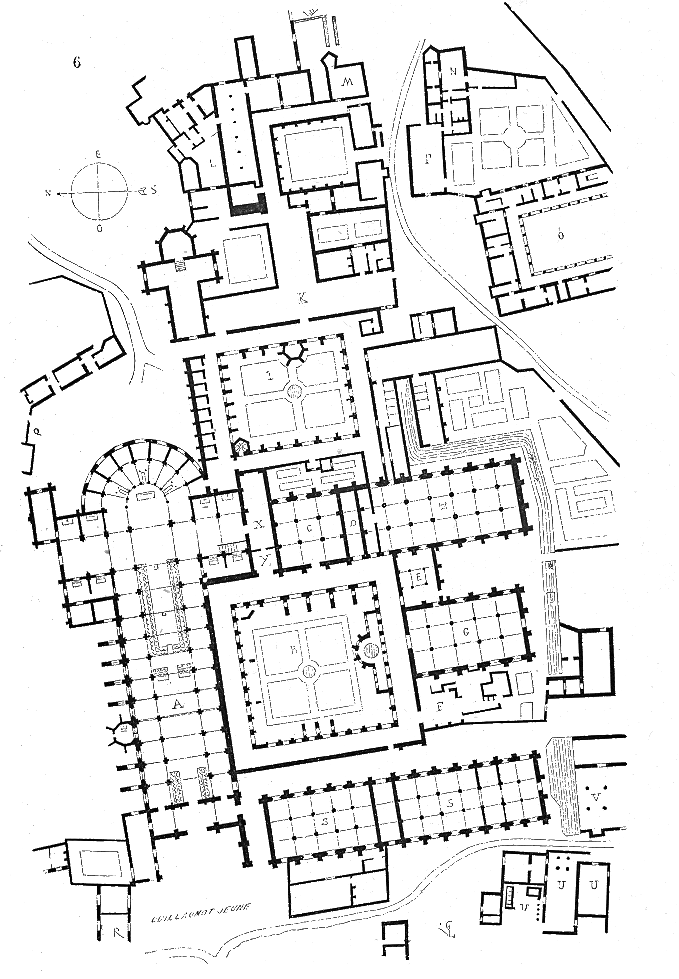
La planimetria dell'abbazia.

L'abbazia di Clairvaux (Chiaravalle in italiano, Clara Vallis in latino) è stato un monastero cistercense. Fondata nel 1115 da Bernardo di Chiaravalle, si situa nell'odierna Ville-sous-la-Ferté a 15 chilometri da Bar-sur-Aube, in Francia; era una delle quattro cosiddette abbazie primigenie. Dal 1804 al 2023 l'edificio è stato una prigione.

## Storia
Sorse nel 1115 contemporaneamente all'abbazia di Morimond, e come questa filiazione dell'abbazia di Cîteaux, sulle terre e col contributo di Ugo I di Champagne, nella diocesi di Langres.
Il luogo prescelto si trovava in una radura isolata, la Val d'Absinthe, dove abbondavano l'acqua e il legname, elementi indispensabili all'organizzazione di un'abbazia cistercense: l'autosufficienza, con l'isolamento dal mondo, erano infatti previsti dalla Regola di San Benedetto, e la stessa architettura cistercense, tanto a Clairvaux che a Fontenay, per esempio, rispondeva a tali necessità. Accanto a edifici destinati all'abitazione (per monaci e conversi), sorsero edifici di servizio (mulini, cucine ecc.) e la chiesa abbaziale dedicata alla preghiera; tutti gli edifici si raggruppavano attorno ad un chiostro. La chiesa abbaziale originaria pare avesse tre altari, di cui uno dedicato alla Vergine e gli altri due a San Lorenzo e a San Benedetto, ed era situata - con gli altri edifici antichi - circa due chilometri ad ovest dell'abbazia odierna, su un colle all'interno della foresta. Nel 1135 Bernardo decise di spostare la sede abbaziale in un luogo più pianeggiante, maggiormente adatto ad accogliere l'accresciuta comunità monastica, ed oggi compreso entro la parte occidentale delle mura di cinta; la chiesa del secondo monastero era un edificio quadrato di 16 metri di lato, con nove altari.
Superati i primi anni dopo la fondazione, costellati di difficoltà di ogni genere, Clairvaux si avviò - anche grazie alla fama di santità di Bernardo - a diventare uno dei più importanti e ricchi centri dell'ordine cistercense: nel 1145 uno dei suoi monaci era stato eletto Papa col nome di Eugenio III, e al 1201 si contavano già oltre mille atti di donazione all'abbazia da parte di fedeli più o meno illustri (nel secolo successivo le donazioni presero tuttavia a calare, segno del crescente peso in Francia degli ordini mendicanti). Grazie alle donazioni in denaro, l'abbazia investiva in acquisizioni immobiliari ed altre fonti di rendita, che seguirono nel tempo lo stesso andamento anzi descritto.
All'epoca della morte di Bernardo, nel 1153, l'abbazia contava 700 religiosi fra le proprie mura, ed oltre 150 conventi affiliati, in Francia e all'estero, di conseguenza la chiesa risultava insufficiente: il monaco Laurent, inviato in Sicilia durante la vacanza seguita alla morte di Bernardo, ricevette da Guglielmo I di Sicilia la somma necessaria ad edificare una basilica più grande, che fu consacrata nel 1174. Nel 1178 Enrico II d'Inghilterra donò i fondi necessari a realizzare una copertura di piombo, e l'abate, in segno di riconoscenza, contraccambiò con una reliquia: un dito di Bernardo, da poco canonizzato.
La chiesa, che così come descritta esisteva ancora nel XVIII secolo, aveva tre navate, un transetto con alcune cappelle ed un'abside semicircolare ugualmente contornato da cappelle. La sua lunghezza era di 106 metri, la larghezza di 54 al transetto, e di 25 alle navate, di cui metà per la navata centrale. Si contavano 32 altari: al centro dell'abside si trovava l'altare maggiore, dietro il quale si trovavano tre altri altari elevati sulla tomba di Bernardo (al centro), sulle reliquie dei martiri Eutropio, Zosimo e Bonoso (a destra), sulla tomba di san Malachia (a sinistra). La chiesa ospitava 805 stalli per i monaci.
Diversamente da molte altre chiese di fondazione medievale, quella di Clairvaux, in ossequio alle disposizioni dell'abbazia madre di Cîteaux, ospitava relativamente poche sepolture: oltre ai santi Bernardo e Malachia, vi erano sepolti quattro cardinali, e sedici tra arcivescovi e vescovi; gli stessi abati venivano interrati nel chiostro grande o in uno dei tre cimiteri dell'abbazia: anche personalità illustri quale Filippo d'Alsazia e la di lui moglie Teresa del Portogallo non poterono ottenere sepoltura nella chiesa ma dovettero farsi costruire una cappella nel cimitero degli abati stranieri.
Nel settembre 1587 l'abbazia subì il saccheggio da parte delle truppe svizzere arruolate da Enrico re di Navarra contro la Lega cattolica.
Al principio del XVII secolo, durante il suo periodo di massima espansione, l'abbazia possedeva segherie, fucine, mulini, fattorie, oleifici, tessiture, concerie, e riforniva le principali fiere di Francia, con entrate annue di seicentomila lire tornesi.
Nel 1708 l'abbazia fu completamente ricostruita, ma l'edificio dei conversi (del XII secolo) fu conservato in quanto convertito a granaio: esempio caratteristico dell'architettura cistercense ed ancora oggi esistente, è lungo 70 metri e largo 15 su tre navate e dodici campate, al primo piano comprende una cantina ed un refettorio perfettamente riconoscibile ai nostri giorni; il secondo piano era occupato dal dormitorio. L'insieme rispetta perfettamente il concetto di arte cistercense definito da San Bernardo, imperniata sulla sobrietà in opposizione a quanto praticato a quel tempo a Cluny. È classificato monumento storico dal 1981, appartiene al ministero della Cultura del 2003, ed è in corso di restauro. Tra gli altri edifici visitabili si possono citare il grande chiostro di architettura classica, ugualmente appartenente al ministero della Cultura.
Nel 1789 restavano a Clairvaux 40 monaci e una ventina di conversi; ma le rendite dell'abbazia, pur ridotte rispetto al secolo precedente, erano comunque ragguardevoli: oltre 550 000 lire annue in beni e in valuta.
Con la Rivoluzione Clairvaux divenne patrimonio della nazione, a seguito del decreto del 2 novembre 1789 che metteva i beni ecclesiastici a disposizione dello Stato. Venne quindi posta in vendita, e nel 1792 alcuni industriali l'acquistarono per installarvi alcune manifatture, tra cui una vetreria. Pochi anni dopo, nel 1808, fu lo Stato a rilevare il sito per farne una prigione.
La trasformazione di complessi abbaziali in prigioni, durante il XIX secolo, era in Francia pratica comune (accadde per Mont-Saint-Michel, per Fontevraud ecc.), ed era legata alla riforma del sistema penale: l'edificio dei conversi divenne così un carcere femminile con dei laboratori, mentre il grande chiostro fu dedicato alla detenzione maschile. Nel 1812 la chiesa abbaziale fu venduta come fonte di materiale da costruzione per ripianare i debiti; il direttore del carcere fu però licenziato in quanto la vendita aveva privato i detenuti di un luogo per il culto.
Oggi la prigione è ospitata negli edifici del XVIII secolo, ed in parte in costruzioni degli anni sessanta.

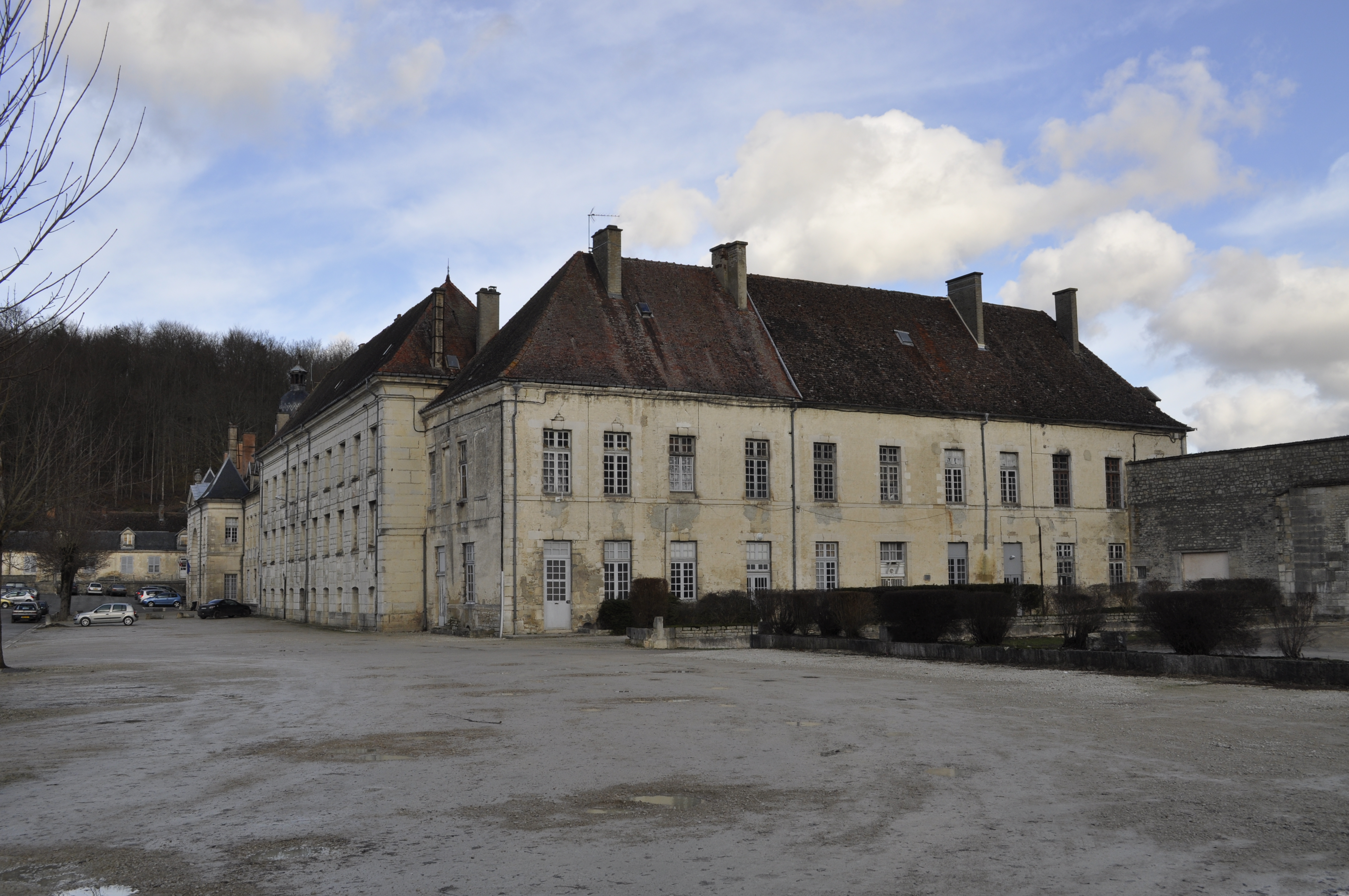
Hostellerie
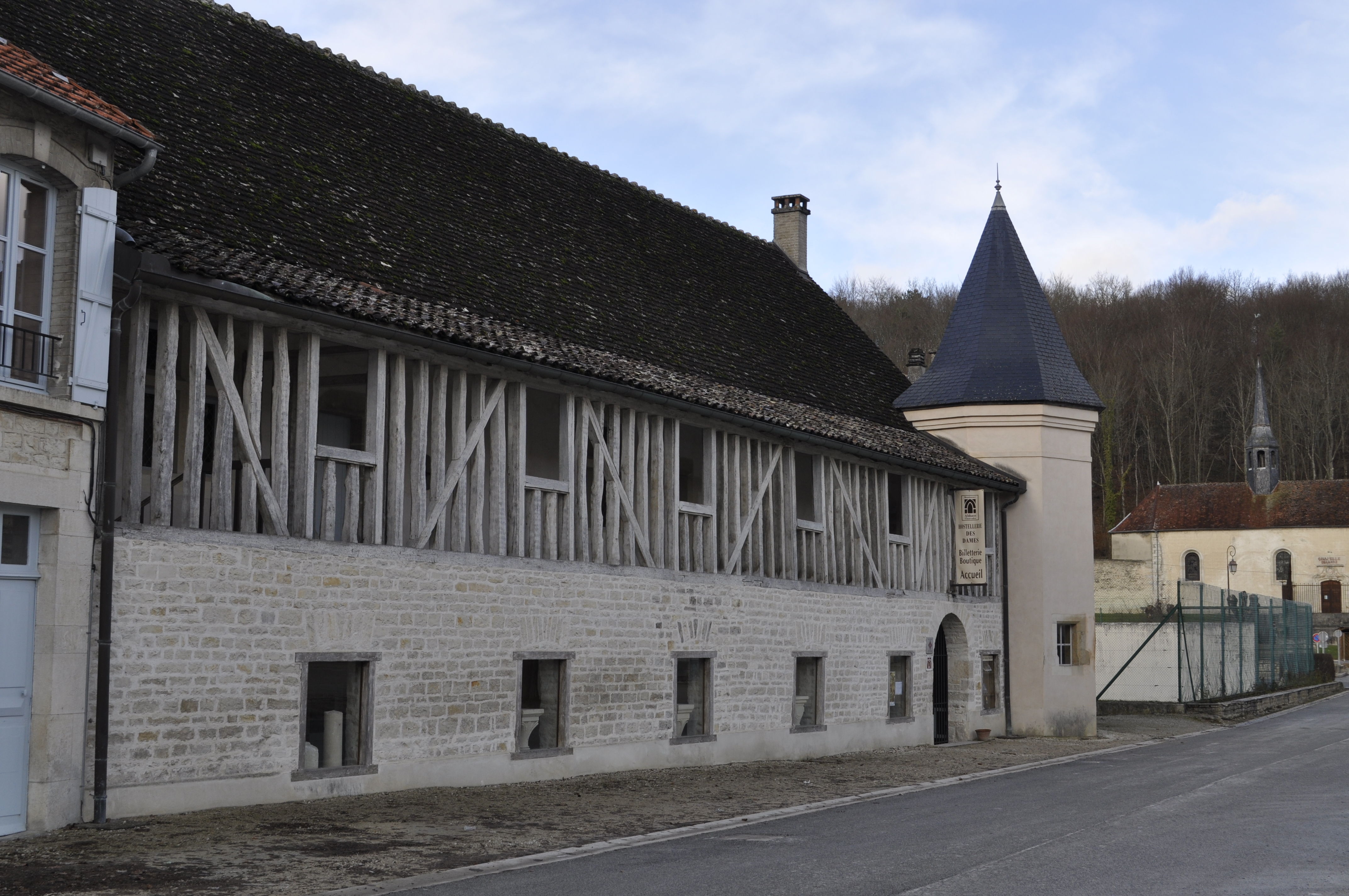
Hostellerie des Dames
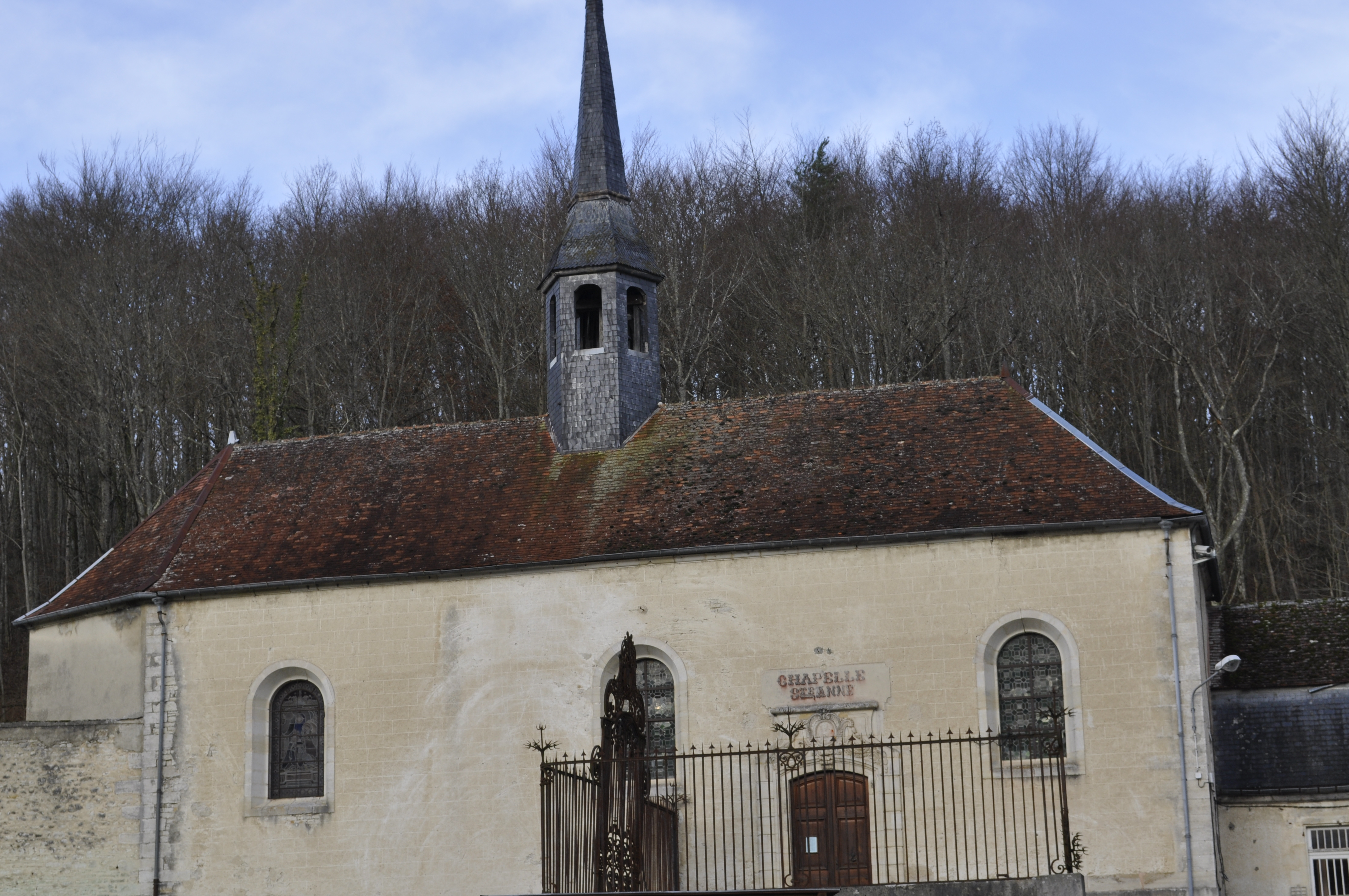
Cappella di Sant'Anna
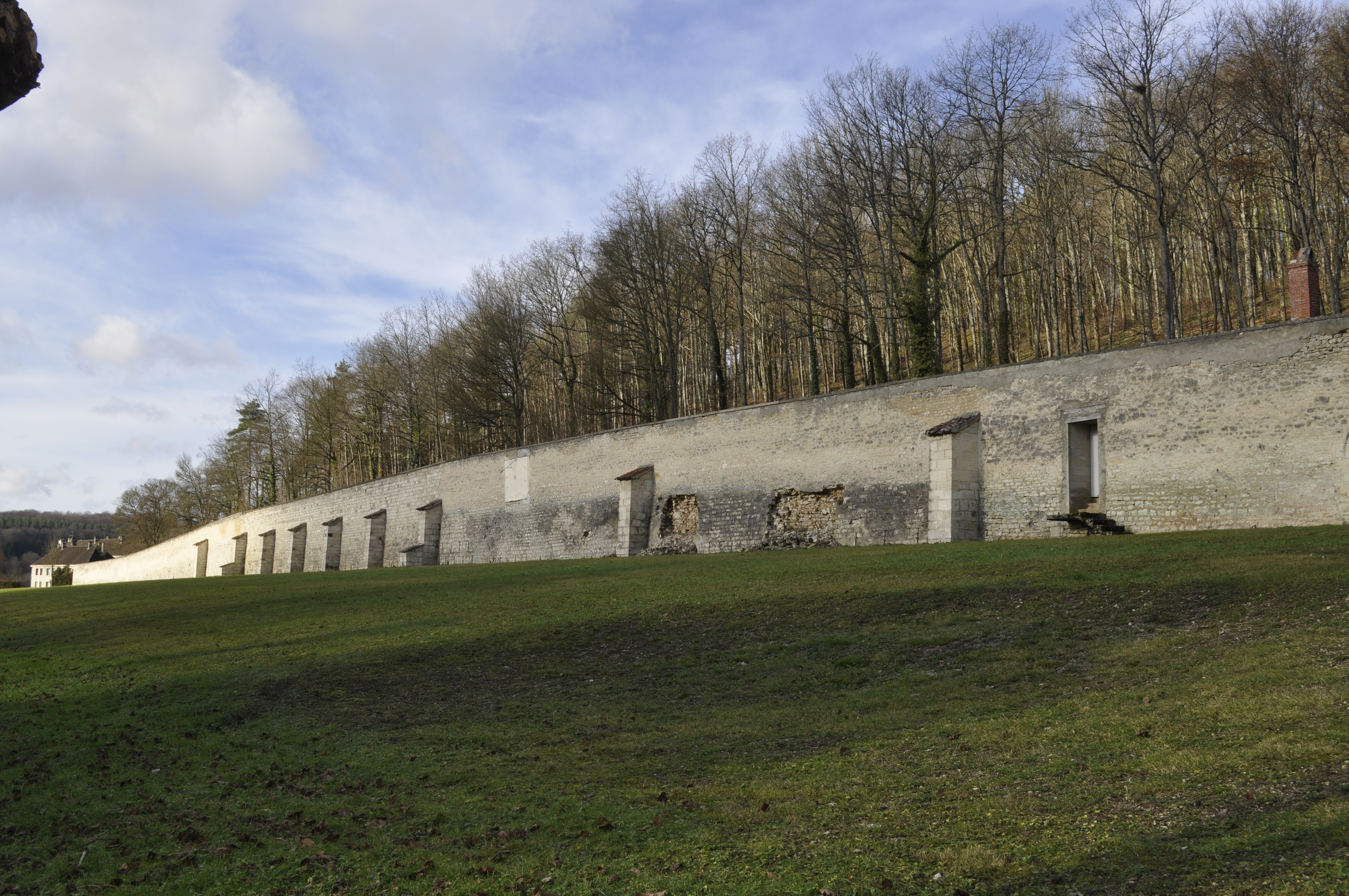
Muro di cinta ("Haut mur")

## Cronotassi degli abati
Segue una lista degli abati di Clairvaux, dalla fondazione alla soppressione dell'abbazia.
- 1115-1153: Bernardo di Chiaravalle
- 1153-1157: Roberto I[5]
- 1157-1161 ca.: Fastré di Cambron[6]
- 1162-1165: Goffredo d'Auxerre[7]
- 1165-1170: Pons di Polignac
- 1170-1175: Gerardo I[8]
- 1176-1179: Enrico di Marcy
- 1179-1186: Pietro I[9]
- 1186-1193: Garnier di Rochefort[10]
- 1193-1214: Guido[11]
- 1214-1216: Corrado di Urach[12]
- 1217-1221: Guglielmo I[13]
- 1221-1223: Roberto II[14]
- 1223-1224: Laurent
- 1224-1232: Raoul de Pinis o di la Roche-Aymon[15]
- 1232-1235: Dreux di Grandmont[16]
- 1235-1237: Evrard[17]
- 1238-1242: Guglielmo II[18]
- 1242-1255: Étienne de Lexington[19]
- 1257-1262: Giovanni I[20]
- 1262-1273: Filippo I[21]
- 1273-1280: Bovone[22]
- 1280-1284: Thibaud di Sancey[23]
- 1284-1286: Gerardo II[24]
- 1286-1291: Giovanni II[25]
- 1291-1312: Giovanni III di Sancey[26]
- 1312-1313: Guglielmo III[27]
- 1313-1316: Corrado II di Metz[28]
- 1316-1330: Mathieu I di Aumelle[29]
- 1330-1348: Giovanni IV d'Aizanville[30]
- 1348-1358: Bernardo II di Laon[29]
- 1359-1363: Giovanni V di Bussières[31]
- 1363-1380: Giovanni VI di Deulemont
- 1380-1402: Stefano II di Foissy[32]
- 1402-1405: Giovanni VII di Martigny[33]
- 1405-1428: Matteo II Pillaert
- 1428-1448: Guglielmo IV d'Autun[34]
- 1449-1471: Filippo II di Fontaines[35]
- 1471-1496: Pietro II di Virey[36]
- 1496-1509: Giovanni VIII di Foucault[37]
- 1509-1552: Edmond de Saulieu[38]
- 1552-1571: Jérôme Souchier[39]
- 1571-1596: Lupin Lemire[29]
- 1596-1624: Denis Largentier[40]
- 1624-1653: Claude Largentier[41]
- 1654-1676: Pietro III Henry[42]
- 1676-1718: Pietro IV Bouchu
- 1718-1740: Roberto III Gassot du Deffens
- 1740-1761: Pietro V Mayeur
- 1761-1780: François Le Blois
- 1780-1792: Louis-Marie Raucourt